# Koleč
Koleč là một làng thuộc huyện Kladno, vùng Středočeský, Cộng hòa Séc.